# جورجي ريبيرو
جورج ميغيل دي أوليفيرا ريبيرو (بالبرتغالية: Jorge Ribeiro‏)، من مواليد 9 نوفمبر 1981 في لشبونة في البرتغال، لاعب كرة قدم برتغالي.
بدأ مسيرته الكروية مع نادي بنفيكا في موسم 1999/2000، ولعب معهم مباراة واحدة، وفي موسم 2000/2001 أعير إلى نادي سانتا كلارا، وشارك معهم في 3 مباريات، وفي موسم 2001/2002 عاد إلى نادي بنفيكا، وشارك معهم في 4 مباريات، وفي عام 2002 أعير إلى نادي فارزيم وحتى عام 2004، وشارك معهم في 53 مباراة وسجل 4 أهداف، وفي عام 2004 أعير إلى نادي جيل فيسنتي، وشارك معهم في 14 مباراة، وفي عام 2005 انتقل إلى نادي دينامو موسكو الروسي، وشارك معهم في 27 مباراة وسجل 4 أهداف، وفي عام 2006 أعير إلى نادي ملقا الإسباني، وشارك معهم في 5 مباراة، وفي موسم 2006/2007 أعير إلى نادي أفيز، وشارك معهم في 14 مباراة وسجل هدفين، وفي موسم 2007/2008 انتقل إلى نادي بوافيستا، ولعب معهم 24 مباراة وسجل 8 أهداف، ومنذ عام 2008 وهو يلعب مع نادي بنفيكا.
بدأ باللعب مع منتخب البرتغال لكرة القدم في عام 2002، وهو يلعب معهم حتى الآن.

## روابط خارجية
- جورجي ريبيرو على موقع الاتحاد الدولي (مؤرشف)  (الإنجليزية)
- جورجي ريبيرو على موقع قاعدة بيانات كرة القدم.إي يو (الإنجليزية)
- جورجي ريبيرو على موقع ناشيونال فوتبول تيمز (الإنجليزية)
- جورجي ريبيرو على موقع Soccerway.com (الإنجليزية)
- جورجي ريبيرو على موقع عالم كرة القدم.نت (الإنجليزية)
- جورجي ريبيرو على موقع كووورة
- جورجي ريبيرو على موقع أوليمبيديا (الإنجليزية)